# Teracotona murtafaa
Teracotona murtafaa är en fjärilsart som beskrevs av Edward P. Wiltshire 1978. Teracotona murtafaa ingår i släktet Teracotona och familjen björnspinnare. Inga underarter finns listade i Catalogue of Life.